# Michael Wenzel Rudolph von Althann
Michael Wenzel Rudolph von Althann (13 maja 1701 w Pradze, zm. 29 listopada 1766 w St. Pölten) – austriacki arystokrata z rodu Althannów.
Syn Michaela Ferdinanda (1677-1733) i Eleonory Lazansky (1678-1717). Ożenił się w 1733 z hrabiną Marią Anną von Lichtervelde (1708-1794).